# ژوئیه
ژوئیه (به فرانسوی: Juillet) یا جولای (به انگلیسی: July) هفتمین ماه سال میلادی در گاهشماری گریگوری و گاه‌شماری ژولینی (میان ژوئن و اوت) است. این ماه، چهارمین ماهی است که ۳۱ روز دارد. سنای روم برای بزرگداشت ژولیوس سزار که در این ماه به دنیا آمده بود را به پیشنهاد آگوستوس (ژولیوس سزار دایی مادر او بود) برگزید. پیش از آنکه چنین نامگذاری صورت گیرد نام این ماه کوئینتیلیس بود.

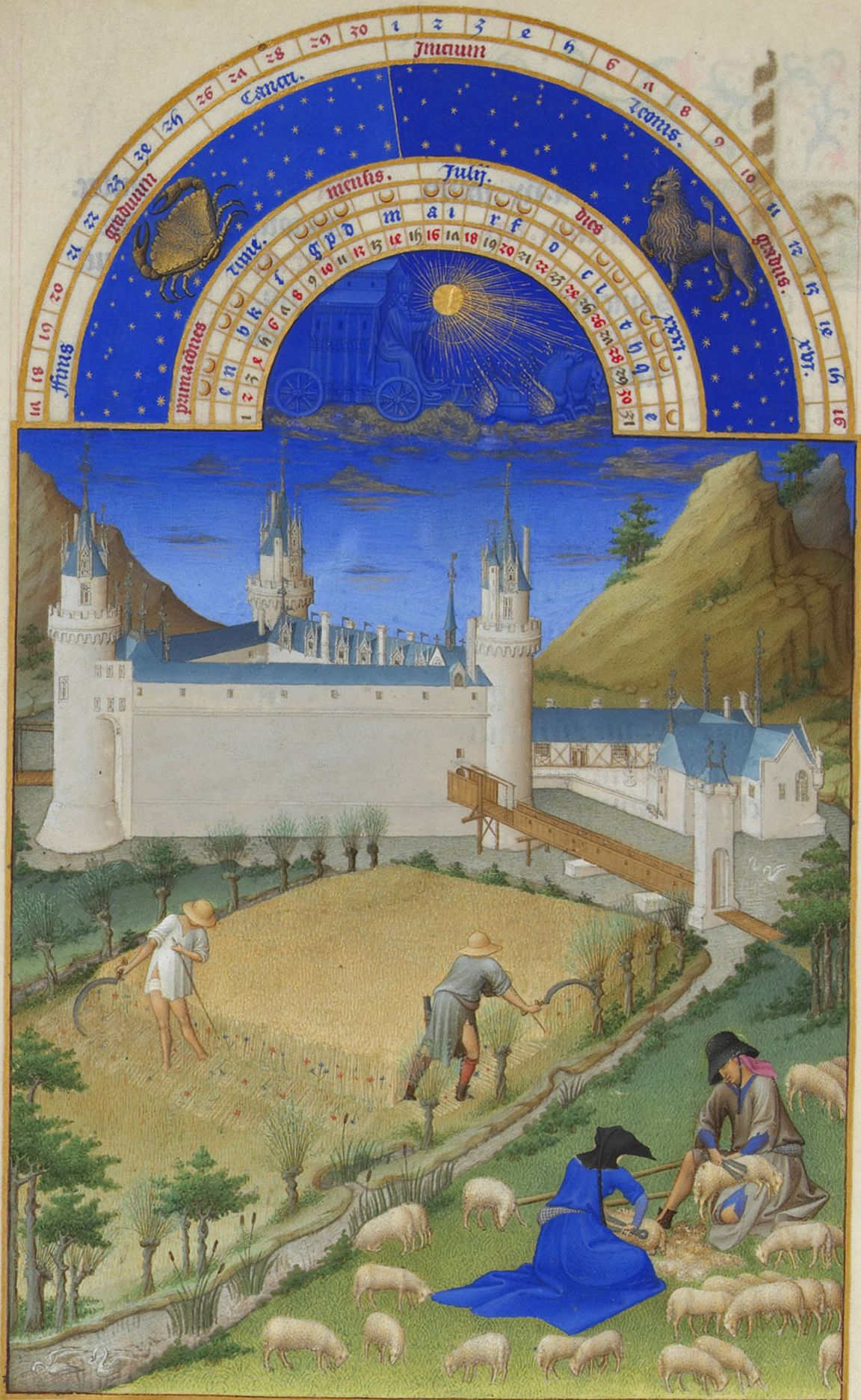
تصویر ماه ژوئیه در کتاب ساعات خوش دوک دوبری

به صورت میانگین این ماه گرم‌ترین ماه در نیم کره شمالی است (چون نخستین ماه تابستان است) و سردترین ماه در نیم‌کره جنوبی است (چون نخستین ماه زمستان است). در نیم کرهٔ جنوبی از دیدگاه فصلی ژوئیه متناظر با ژانویه در نیم‌کره شمالی است.
در نیم‌کره شمالی عبارت «روزهای سگی» برای روزهای آغازین ژوئیه بکار می‌رود چون هوای طاقت فرسای تابستان آغاز شده‌است. گوسفندان بهاری در اواخر زمستان و آغاز بهار به دنیا می‌آیند و معمولاً پیش از ۱ ژوئیه به فروش می‌رسند.
در روم باستان جشن پاپلیفوگیا در ۵ ژوئیه و لودی آپولینارس در ۱۳ ژوئیه و چند روز پس از آن برگزار می‌شد اما امروزه این جشن‌ها مطابق گاه‌شماری میلادی امروزی دیگر با این تاریخ‌ها متناظر نیستند.

## نمادها
- سنگ زاده شدگان در این ماه، یاقوت سرخ است که نمادی است از شادمانی
- گل این ماه، گل شویدی یا نیلوفر آبی است.[۲]
- برج سرطان تا ۲۱ ژوئیه و برج اسد از ۲۲ ژوئیه به بعد در ماه قرار دارد.

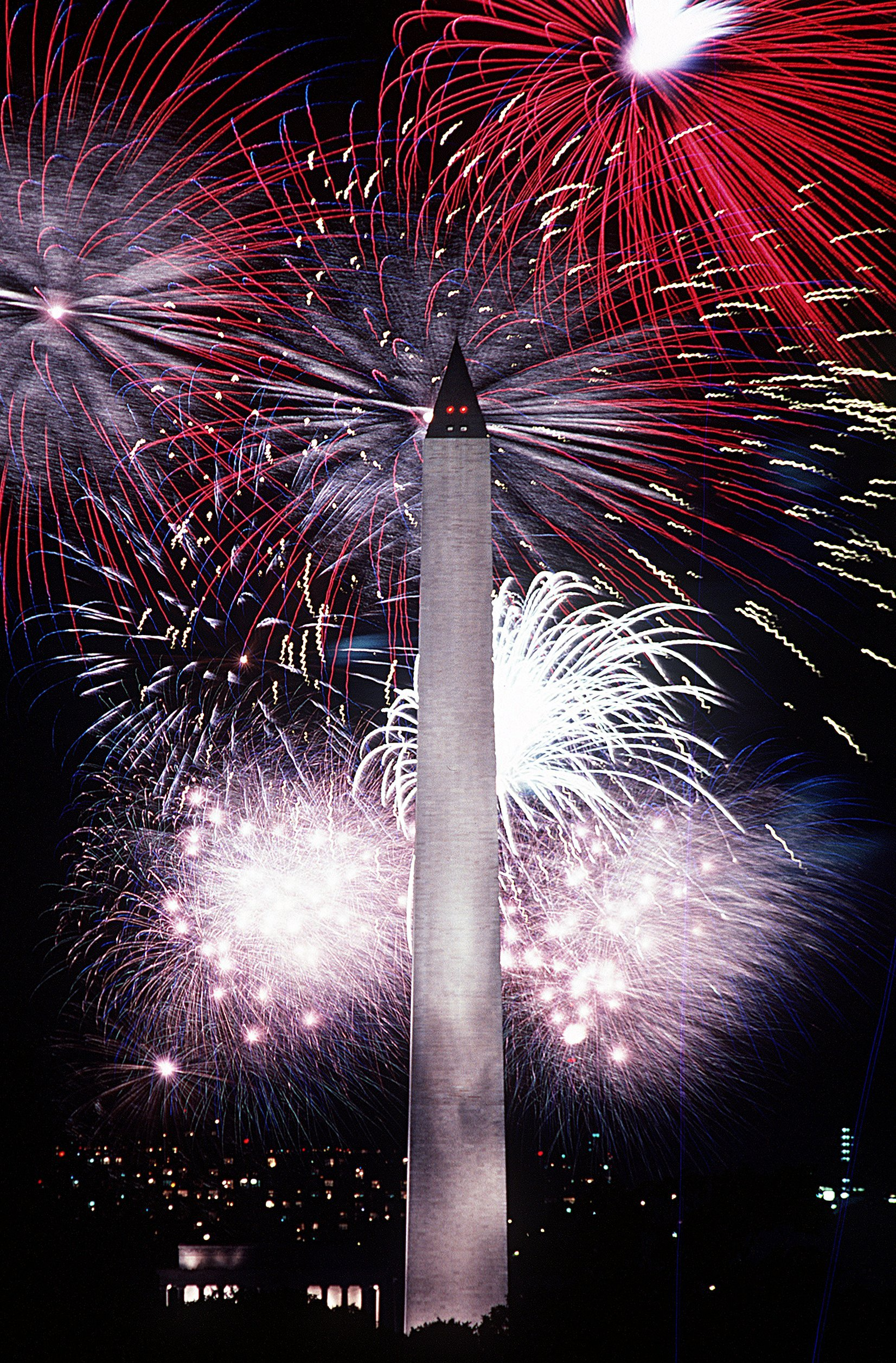
آتش‌بازی ۴ ژوئیه در واشینگتن، دی.سی. به فراخور روز استقلال آمریکا.

## رویدادهای ژوئیه
- ۱ ژوئیه ۱۹۶۱ زادروز پرنسس دایانا.
- ۷ ژوئیه تاناباتا، یکی از جشن‌های ژاپنی.
- ۲۰ ژوئیه ۱۹۷۶ - فضاپیمای وایکینگ ۱ پس از یازده ماه سفر فضایی بر سطح مریخ فرود آمد.
- ۲۰ ژوئیه ۲۰۱۶ - تایید حکم قصاص با چوبه دار آرمان عبدالعالی ؛ دوست ، قاتل و عامل جنایت قتل غزاله شکور در دیوان عالی کشور [۳]
- ۲۷ ژوئیه ۲۰۲۱ - اجرای حکم آرمان عبدالعالی ؛ دوست، قاتل و عامل جنایت قتل غزاله شکور و نهایتا به تعویق افتادن آن [۴]

### تعطیلات
- ۱ ژوئیه روز کانادا (پیشتر روز قلمرو نامیده می‌شد)
- ۱ ژوئیه روز استقلال سومالی
- ۳ ژوئیه روز استقلال بلاروس
- ۴ ژوئیه روز استقلال ایالات متحده آمریکا
- ۵ ژوئیه روز استقلال ونزوئلا
- ۵ ژوئیه روز استقلال الجزائر
- ۹ ژوئیه روز استقلال آرژانتین
- ۱۰ ژوئیه روز استقلال باهاما
- روز دریایی از تعطیلات ژاپن در دوشنبه سوم ماه.
- ۲۰ ژوئیه روز استقلال کلمبیا
- ۲۳ ژوئیه روز انقلاب در مصر
- ۲۴ ژوئیه روز مهاجران پیش‌گام در ایالت یوتا، آمریکا
- ۲۶ ژوئیه روز استقلال مالدیو
- ۲۸ ژوئیه روز استقلال پرو
- ۳۰ ژوئیه روز استقلال وانوآتو